# Pardasena atmocyma
Pardasena atmocyma är en fjärilsart som beskrevs av Fletcher 1961. Pardasena atmocyma ingår i släktet Pardasena och familjen trågspinnare. Inga underarter finns listade i Catalogue of Life.